# Godigisel
Godigisel (häufig auch Godegisel; † wohl 406) war ein König der Vandalen (Wandalen) vom Teilstamm der Hasdingen.
Unter seiner Herrschaft begannen die Vandalen um ca. 400, vermutlich unter dem Druck der Hunnen, aus Pannonien nach Westen zu ziehen und schließlich in das Weströmische Reich einzudringen. In dieser Zeit schlossen sich den Hasdingen Teile der vandalischen Silingen an. Kurz vor der Überschreitung des Rheins zum Jahreswechsel 406/407 (siehe Rheinübergang von 406) kam es zu einem Kampf zwischen den Hasdingen und fränkischen Kriegern, die sich wohl als römische Föderaten den Vandalen entgegenstellten. Bei dieser für die Vandalen äußerst verlustreichen Schlacht kam auch Godigisel ums Leben, die Hasdingen wurden nur durch eine Truppe Alanen unter Respendial gerettet.
Nachfolger von Godigisel wurde sein ältester überlebender Sohn Gunderich, der die Vandalen über den Rhein nach Gallien und 409 nach Hispanien führte. Dessen Nachfolger Geiserich, unter dem das Vandalenreich in Nordafrika zur mächtigsten Seemacht des westlichen Mittelmeeres aufstieg, war ein unehelicher Sohn von Godigisel.